# Corsaint
Corsaint ist eine französische Gemeinde mit 131 Einwohnern (Stand 1. Januar 2022) im Département Côte-d’Or in der Region Bourgogne-Franche-Comté. Sie gehört zum Kanton Semur-en-Auxois und zum Arrondissement Montbard.

## Lage
Im Gemeindegebiet entspringt das Flüsschen Bornant, das zum Armançon entwässert.
Nachbargemeinden sind Fain-lès-Moutiers im Norden, Moutiers-Saint-Jean im Nordosten, Athie und Jeux-lès-Bard im Osten, Bard-lès-Époisses im Südosten, Corrombles im Süden,  Époisses und Guillon-Terre-Plaine im Südwesten, Pisy im Westen sowie Vassy-sous-Pisy im Nordwesten.

## Siehe auch

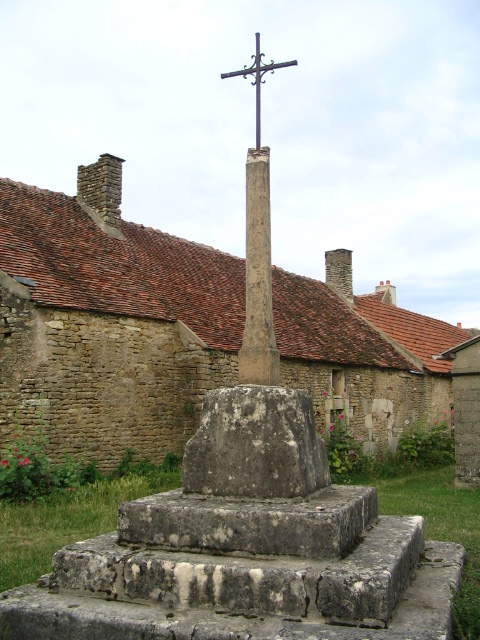
Calvaire in Turley

## Bevölkerungsentwicklung
| Jahr                       | 1962 | 1968 | 1975 | 1982 | 1990 | 1999 | 2008 | 2018 |
| -------------------------- | ---- | ---- | ---- | ---- | ---- | ---- | ---- | ---- |
| Einwohner                  | 193  | 147  | 134  | 148  | 117  | 128  | 125  | 161  |
| Quellen: Cassini und INSEE |      |      |      |      |      |      |      |      |